# 德國舊聯邦州

西德地圖

德國舊聯邦州（德語：die alten Bundesländer）是指兩德統一前西德的10個州，包括巴登-符腾堡、巴伐利亚、不来梅、汉堡、黑森、下萨克森、北莱茵-威斯特法伦、莱茵兰-普法尔茨、薩爾蘭、什勒斯維希-霍爾斯坦。該概念和德國新聯邦州相對。西柏林雖然和西德有密切關係，但因冷戰時期柏林的特殊地位，因此不一定被視為德國舊聯邦州。